# 彼得·辛萊唐·威爾克斯
彼得·辛萊唐·威爾克斯（英語：Peter Singleton Wilkes，1827年—1900年1月2日）是一位重要的美國政治人物，他曾在南北戰爭期間擔任美利堅聯盟國國會議員。威爾克斯於1827年在田納西州摩利縣出生，並隨後移居至密蘇里州。他曾在1864年至1865年間擔任第2屆美利堅聯盟國國會議員，並在戰後再次移居至加利福尼亞州。接著他曾於該州擔任大衛·史密夫·泰利（David Smith Terry）的法律夥伴，並最終在1900年1月2日逝世。

## 外部連結
- 彼得·辛萊唐·威爾克斯在 Political Graveyard 網站上的資訊 （页面存档备份，存于）